# Retour de manivelle (film)
Pour les articles homonymes, voir Retour de manivelle.
Pour plus de détails, voir Fiche technique et Distribution.
Retour de manivelle est un film franco-italien (1957) de Denys de La Patellière. Il est adapté du roman There's Always a Price Tag (1956) de James Hadley Chase.

## Synopsis
Robert Montillon, artiste-peintre sans le sou, se porte un soir au secours du financier Eric Fréminger, alors que celui-ci tentait de se jeter sous les roues d'une voiture. Devant l'état passablement éméché de ce dernier, Montillon se propose de le reconduire dans sa luxueuse villa de Saint-Jean-Cap-Ferrat, sur la Côte d'Azur. Reconnaissant malgré tout, Freminger le convainc de devenir son chauffeur. La nuit-même, Montillon est témoin d'une violente dispute entre son hôte et sa séduisante épouse, Hélène. Quelque temps plus tard, il reçoit la visite de celle-ci, qui lui intime l'ordre de quitter au plus vite leur domicile...

## Fiche technique
- Réalisation : Denys de La Patellière
- Scénario : Denys de La Patellière d'après l'œuvre de James Hadley Chase There Is Always a Price Tag
- Dialogues : Michel Audiard
- Photographie : Pierre Montazel
- Montage : Georges Alépée
- Musique : Maurice Thiriet
- Son : Raymond Gauguier
- Décors : Paul-Louis Boutié
- Costumes : Tanine Autre
- Producteur : Jean-Paul Guibert
- Sociétés de production :  Intermondia Films -  Cinematografica Associata
- Société de distribution : Rank
- Pays de production :  France,  Italie
- Format : noir et blanc — pellicule 35 mm
- Genre : policier
- Durée : 118 minutes
- Date de sortie : 
  - France : 18 septembre 1957

## Distribution
- Michèle Morgan : Hélène Fréminger, la machiavélique femme d'Éric
- Daniel Gélin : Robert Montillon, artiste peintre embauché comme chauffeur
- Bernard Blier : le commissaire Plantavin
- Peter van Eyck : Éric Fréminger, fondé de pouvoir alcoolique de la société
- Michèle Mercier : Jeanne, la jeune femme de chambre embauchée par Hélène
- François Chaumette : Charles Babin, un homme d'affaires de la société
- Pierre Leproux : Mr Boost, le créancier fournisseur de whisky
- Olivier Darrieux : Jean Olivier, l'inspecteur Léon, l'adjoint du commissaire
- Hélène Roussel : une secrétaire de la société
- Clara Gansard : Mlle Rosine, la secrétaire d'Éric Fréminger
- Lucien Frégis : le gendarme
- Marc Arian : l'homme qui pose la plaque sur la porte

## Production
- Le tournage du film a lieu du 21 janvier au 23 mars 1957. Les extérieurs sont réalisés au musée de l'Île-de-France à Saint-Jean-Cap-Ferrat - Studios de la Victorine.

## Autour du film
- Les extérieurs de la superbe villa ont été tournés dans les jardins de la villa Ephrussi de Rothschild à Saint-Jean-Cap-Ferrat[1].
- Premier rôle principal de Jocelyne Mercier, alias Michèle Mercier, dont le prénom d'actrice fut choisi par le réalisateur Denys de La Patellière en l'honneur de son illustre partenaire Michèle Morgan.